# シャーマン・ヘンズリー
シャーマン・ヘンズリー（Sherman Hemsley、1938年2月1日 - 2012年7月24日）は、アメリカ合衆国の俳優。

## 出演作品
- スクリュード/ドジドジ大作戦
- 孤独なスーパーヒーロー
- Mr.ベビーシッター
- ゴースト・フィーバー
- コンバット・アカデミー/笑激作戦!
- ドラキュラ都へ行く